# 赵世铭
赵世铭（1884年—1929年）字鼎臣，汉族，云南省路南县鹿阜镇大屯村人。中华民国滇军将领。

## 生平
赵世铭为路南庠生，后赴昆明入云南省警察学校学习，毕业后出任元江县警务长。宣统元年（1909年），入云南讲武堂丙班，和朱德为同班同学。1911年，参加昆明重九起义，后被唐继尧任命为高等警察学校校长兼教练所所长。他是唐继尧手下旅长，曾随唐继尧赴贵州“援黔”，回到云南后获唐继尧嘉奖。
1915年底，云南举行护国起义，赵世铭任护国军第三军第五梯团第十支队长。
民国五年（1916年），广东部队进占建水、个旧、蒙自地区，随后占领弥勒县，并企图突袭路南。唐继尧命旅长赵世铭平乱。赵世铭率军自昆明到路南，获路南县长马标响应。马标领着路南警团和赵世铭的军队连夜赶至路南县内的大麦地、油乍地、舍莫等地，赵世铭随即攻占花口，击败广东军队，随后又在弥勒获胜，夺回建水、个旧、蒙自等处。
在随唐继尧出兵贵州取胜后，赵世铭再次在路南、弥勒击败广东部队。此后，唐继尧任命他担任云南省民政厅厅长。任内，经赵世铭倡导，在昆明海口成立了跃龙电力公司。
1929年，赵世铭逝世。